# Graaff-Reinet
Pour les articles homonymes, voir Graaff.
Graaff-Reinet est la quatrième plus ancienne ville d'Afrique du Sud. Elle est située à 759 m d'altitude dans la province du Cap-Oriental, sur un axe entre George (Cap-Occidental) et Bloemfontein (État-Libre). Son surnom est le joyau du désert du Karoo.

## Géographie

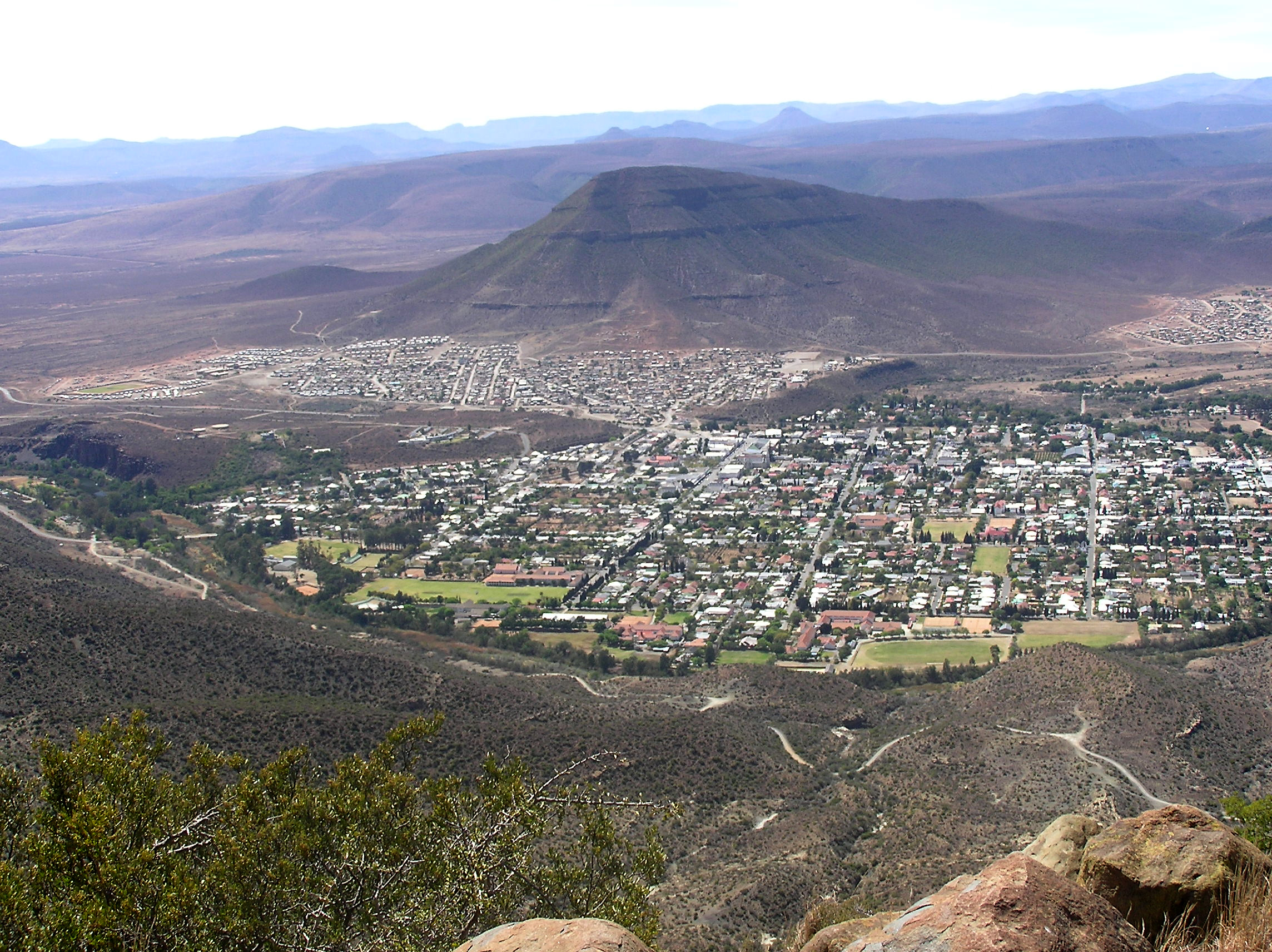
Vue depuis la vallée de la désolation sur Graaff-Reinet

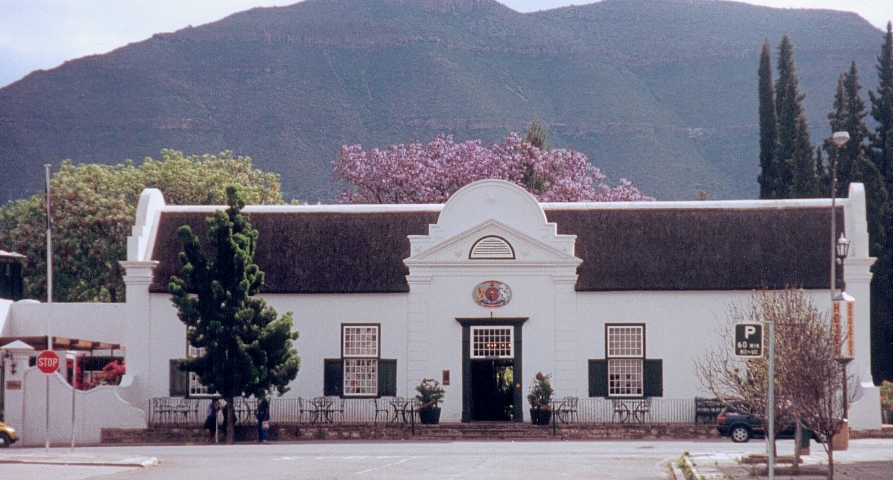
Drostdy de Graaff-Reinet (1804)

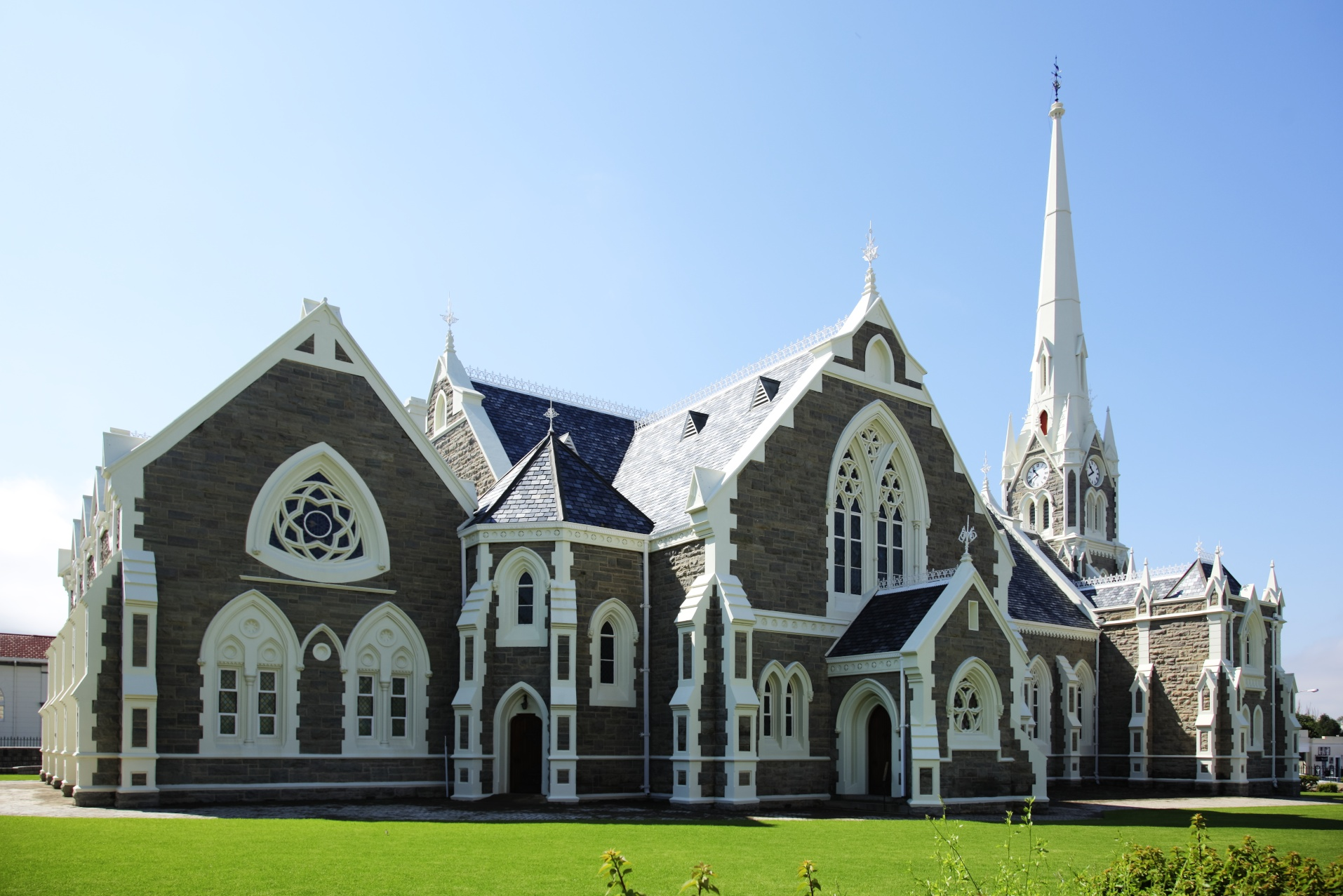
Grote Kerke, l'église réformée hollandaise emblématique de la ville

Graaff-Reinet est située dans le grand Karoo au bord de la rivière Sunday à proximité de la colline de Spandau Kop, baptisé ainsi en 1801 par un soldat prussien en hommage à la forteresse située près de Berlin.
Graaff-Reinet est un centre agricole réputé pour sa production de laine mohair, ses élevages de moutons et d'autruches.

## Quartiers
Graaff-Reinet se divise en six secteurs : Adendorp, Asherville, Graaff Reinet SP (comprenant le centre-ville historique), Karoo Nature Reserve, Kroonvale et Spandauville.
Les secteurs les plus densément peuplés sont ceux de Kroonvale (14 654 habitants), Asherville (5 394 habitants) et Graaff-Reinet SP (4 285 habitants).

## Démographie
Selon le recensement de 2011, Graaff-Reinet compte 26 585 habitants, majoritairement coloureds  (76,84 %). Les blancs et les noirs représentent respectivement 11,71 % et 10,49 % des habitants. 
Les blancs sont majoritaires dans les quartiers d'Adendorp (78,05 % des 401 habitants) et de Graaff-Reinet SP (52,28 % des 4 285 habitants).
Les noirs forment la majorité des habitants de Spandauville (34,92% des 1 847 habitants) alors que les coloureds sont majoritaires à Asherville (91,01 % des 5 394 habitants) et Kroonvale (95 % des 14 654 habitants).
L'afrikaans est la langue maternelle majoritairement utilisée par la population locale (91,64 %) devant la langue anglaise (4,31 %). 
La zone urbaine de Graaff-Reinet comprend également le township de uMasizakhe (9 087 habitants dont 79,99 % noirs et 19,28 % de coloureds), directement rattaché à la municipalité de Camdeboo. Au total, la zone urbaine de Graaff-Reinet compte ainsi 35 672 habitants (62,2 % de coloureds, 28,2 % de noirs et 8,7 % de blancs).

## Historique
La ville de Graaff-Reinet fut fondée en 1786 par les trekboers en plein désert du Karoo sur les contreforts du Sneeuberg. Elle fut baptisée en l'honneur du gouverneur de la colonie du Cap, Cornelis Jacob van de Graeff et de sa femme Reinet. Elle est alors un centre administratif pour les régions du Camdeboo et du Sneeuberg. Le district de Graaff-Reinet comprend alors tous les territoires entre l'océan Indien et le fleuve Orange.
En 1795, les habitants érigèrent brièvement leur ville en république administrée par un Volkstem (la voix du peuple). À peine une année plus tard, les Britanniques reprennent le contrôle de la totalité de la colonie du Cap y compris l'éphémère république de Graaff-Reinet avant d'être restituée aux Néerlandais puis de repasser définitivement sous pavillon britannique en 1806.
C'est à partir de 1804 que le bourgmestre suédois, Andries Stockenstrom et l'architecte français, Louis-Michel Thibault, entreprirent de faire de Graaff-Reinet « la perle du karoo » qui compte aujourd'hui plus de 200 bâtiments inscrits au patrimoine national. Thibault y construit notamment le drostdy c'est-à-dire la résidence pour le représentant du gouverneur.
En 1836, Gerrit Maritz et Andries Pretorius, des fermiers de Graaff-Reinet, quittent le district entrainant avec eux de nombreux boers dans le Grand Trek.
Durant la deuxième moitié du 19è siècle, l'avocat et entrepreneur Jeremias Ziervogel est l'homme fort de la ville. Directeur de banque et chef du commando de Graaff Reinet durant la 7e guerre Cafre, entre autres, il est député du district de Graaff Reinet  au parlement du Cap de 1854 à 1873 où, partisan de John Charles Molteno, il se fait remarquer par ses positions en faveur des populations afrikaners du Cap et contre toute nouvelle expansion impériale britannique en Afrique australe.

## Administration

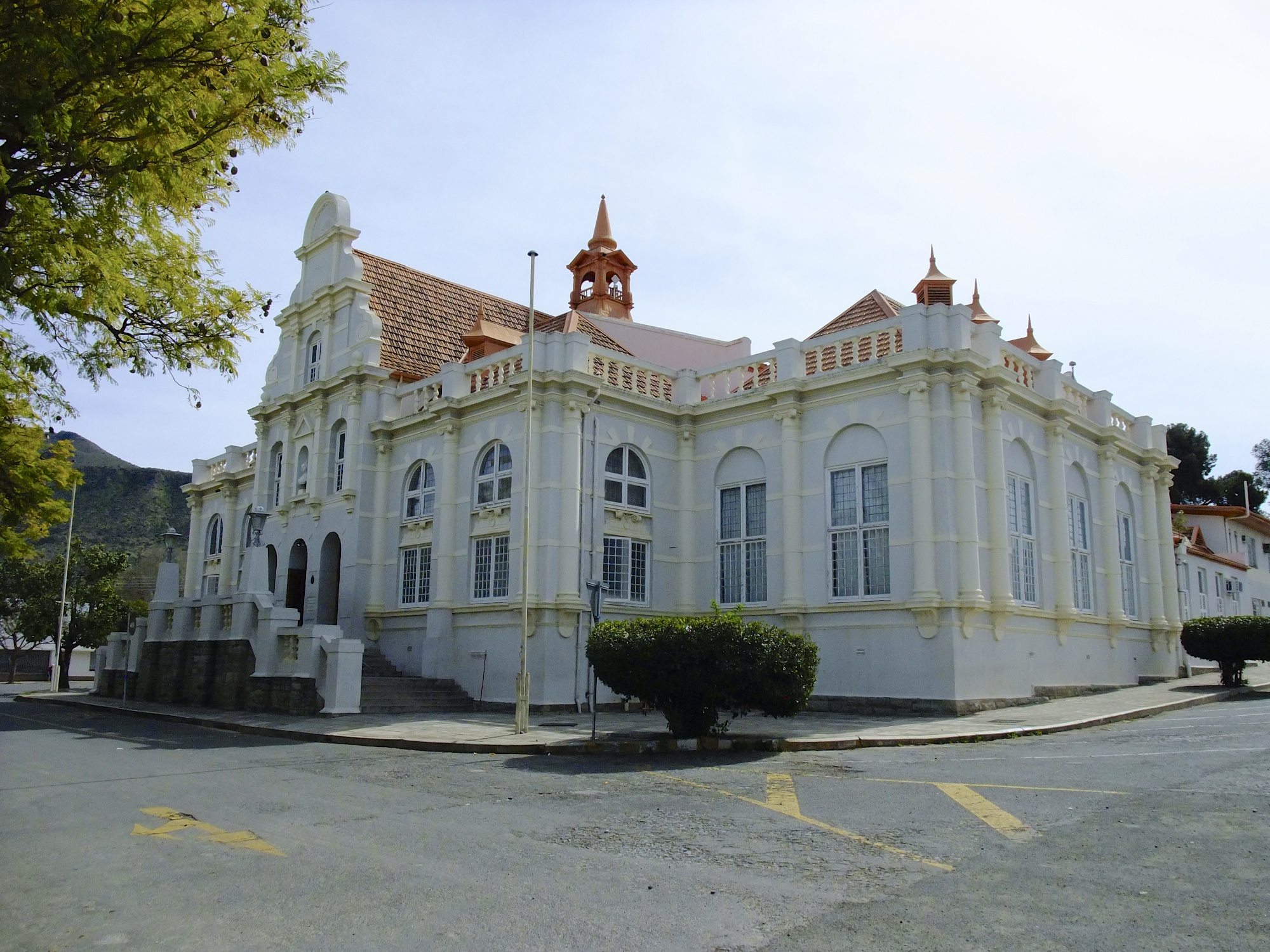
Hôtel de ville de Graaff-Reinet

En 2000, Graaff-Reinet est rattaché à la nouvelle municipalité locale de Camdeboo (50 000 habitants) au côté des communes d'Aberdeen, de Nieu-Bethesda et des townships de Thembalesizwe et de uMasizakhe.
Lors des élections municipales du 1er mars 2006, la municipalité de Camdeboo est dominée par l'ANC avec onze élus (et 67,27 % des voix) contre trois élus à l'Alliance démocratique.
Lors des élections municipales de 2011, l'ANC a été reconduite avec 55 % des voix (huit sièges au conseil municipal) face à l'Alliance démocratique (42,06 % et six sièges).
En 2016, la municipalité locale de Camdeboo est amalgamée avec deux autres municipalités locales pour constituer la nouvelle municipalité locale du Dr Beyers Naudé.

### Maires de la ville de Graaff-Reinet
| Maire                                           | Mandat                        | Parti          | Ville/Municipalité |
| ----------------------------------------------- | ----------------------------- | -------------- | ------------------ |
| Frans Karel te Water (1824-1913)                | 1859 à 1861                   |                | Graaff-Reinet      |
| Edward Nathan (1825-1885)                       | 1862 à 1865                   |                | Graaff-Reinet      |
| Frans Karel te Water (1824-1913)                | 1867                          |                | Graaff-Reinet      |
| Charles August Neser (1827-1918)                | 1867 à 1869                   |                | Graaff-Reinet      |
| Frans Karel te Water (1824-1913)                | 1869 à 1871                   |                | Graaff-Reinet      |
| P.C. Ross                                       | 1871                          |                | Graaff-Reinet      |
| Charles August Neser (1827-1918)                | 1871 à 1872                   |                | Graaff-Reinet      |
| Frans Karel te Water (1824-1913)                | 1872 à 1882                   |                | Graaff-Reinet      |
| D.J. van Ryneveld                               | 1882 à 1888                   |                | Graaff-Reinet      |
| Frans Karel te Water (1824-1913)                | 1890 à 1895                   | Afrikaner Bond | Graaff-Reinet      |
| Frans Karel te Water (1824-1913)                | 1900 à 1901                   |                | Graaff-Reinet      |
| Charles A. Neser (1827-1918)                    | 1901 à 1903                   |                | Graaff-Reinet      |
| Frans Karel te Water (1824-1913)                | 1903 à 1905                   |                | Graaff-Reinet      |
| Carl Phillipus Jacobus Liebenberg               | 1905 à 1915                   |                | Graaff-Reinet      |
| Herbert Urquhart                                | 1915 à 1936                   |                | Graaff-Reinet      |
| Nicholas Johannes Laubscher (1890-1978)         | 1936 à 1939                   |                | Graaff-Reinet      |
| Arthur A. Kingwill                              | 1939 à 1941                   |                | Graaff-Reinet      |
| Alfred te Water Naude                           | 1941 à 1943                   |                | Graaff-Reinet      |
| Arthur A. Kingwill                              | 1943 à 1944                   |                | Graaff-Reinet      |
| Alfred te Water Naude                           | 1944 à 1946                   |                | Graaff-Reinet      |
| Joseph Victor Kroon (1905-1978)                 | 1946 à 1948                   |                | Graaff-Reinet      |
| Jurie H. Greeff                                 | 1948 à 1950                   |                | Graaff-Reinet      |
| C.D. Blom                                       | 1950 à 1952                   |                | Graaff-Reinet      |
| E.B. Conway                                     | 1952 à 1954                   |                | Graaff-Reinet      |
| James Sporle Pierce (1914-1992)                 | 1954 à 1955                   |                | Graaff-Reinet      |
| U.J. Cronje                                     | 1955 à 1956                   |                | Graaff-Reinet      |
| Jack Laubscher (1918-2005)                      | 1956 à 1958                   |                | Graaff-Reinet      |
| Ronald Charles (Ronnie) Knott-Craig (1906-1996) | 1958 à 1960                   |                | Graaff-Reinet      |
| J.H. van N. Scholtz                             | 1960 à 1961                   |                | Graaff-Reinet      |
| Jack Laubscher (1918-2005)                      | 1961 à 1963                   |                | Graaff-Reinet      |
| Joseph Victor Kroon (1905-1978)                 | 1963 à 1965                   |                | Graaff-Reinet      |
| C.D. Blom                                       | 1965 à 1966                   |                | Graaff-Reinet      |
| Ronald Charles (Ronnie) Knott-Craig (1906-1996) | 1966 à 1968                   |                | Graaff-Reinet      |
| C.J.J. van Heerden                              | 1968 à 1970                   |                | Graaff-Reinet      |
| K.H de Lange                                    | 1970 à 1973                   |                | Graaff-Reinet      |
| A.L. Murray                                     | 1973 à 1976                   |                | Graaff-Reinet      |
|                                                 | 1976 à 1978                   |                | Graaff-Reinet      |
| Frank Horwitz (-1999)                           | 1978 à 1980                   |                | Graaff-Reinet      |
| M.S. du Pisanie                                 | 1980 à 1982                   |                | Graaff-Reinet      |
| Frank Horwitz (-1999)                           | 1982 à 1984                   |                | Graaff-Reinet      |
| G.J.B. Smit                                     | 1984 -                        |                | Graaff-Reinet      |
| Joan Thornton                                   | 1990 -                        |                | Graaff-Reinet      |
|                                                 | - 2000                        |                | Graaff-Reinet      |
| Daantjie Japhta                                 | 2000 à 2011                   | ANC            | Camdeboo           |
| Hanna Makoba                                    | 2011 à 2016                   | ANC            | Camdeboo           |
| Deon Wesley Sam de Vos                          | 2016 - 2021                   | ANC            | Dr Beyers Naudé    |
| Ewald Loock                                     | 23 novembre 2021-18 mai 2022, | DA             | Dr Beyers Naudé    |

## Tourisme

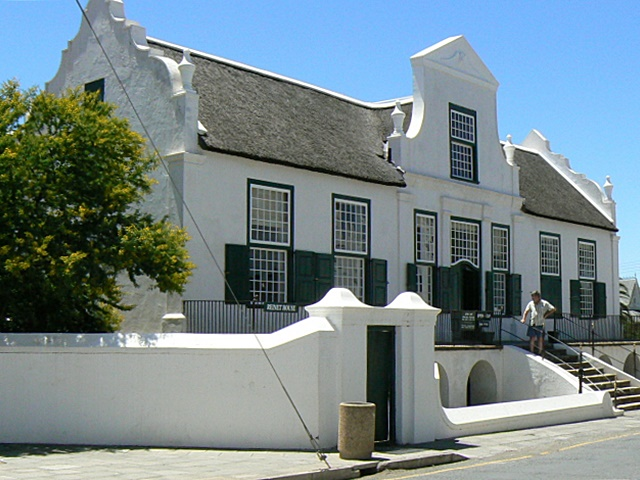
Reinet House

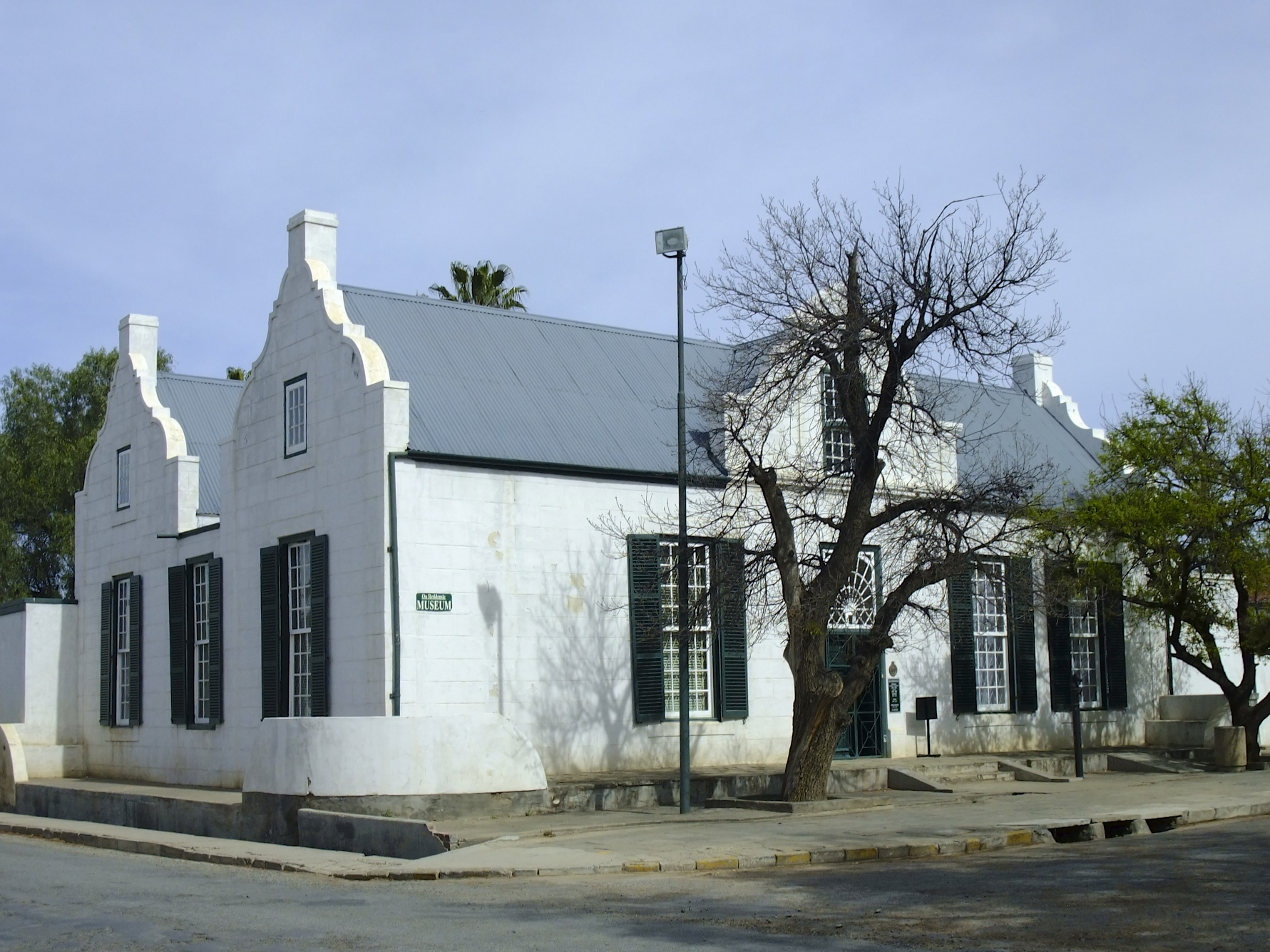
Old Residency

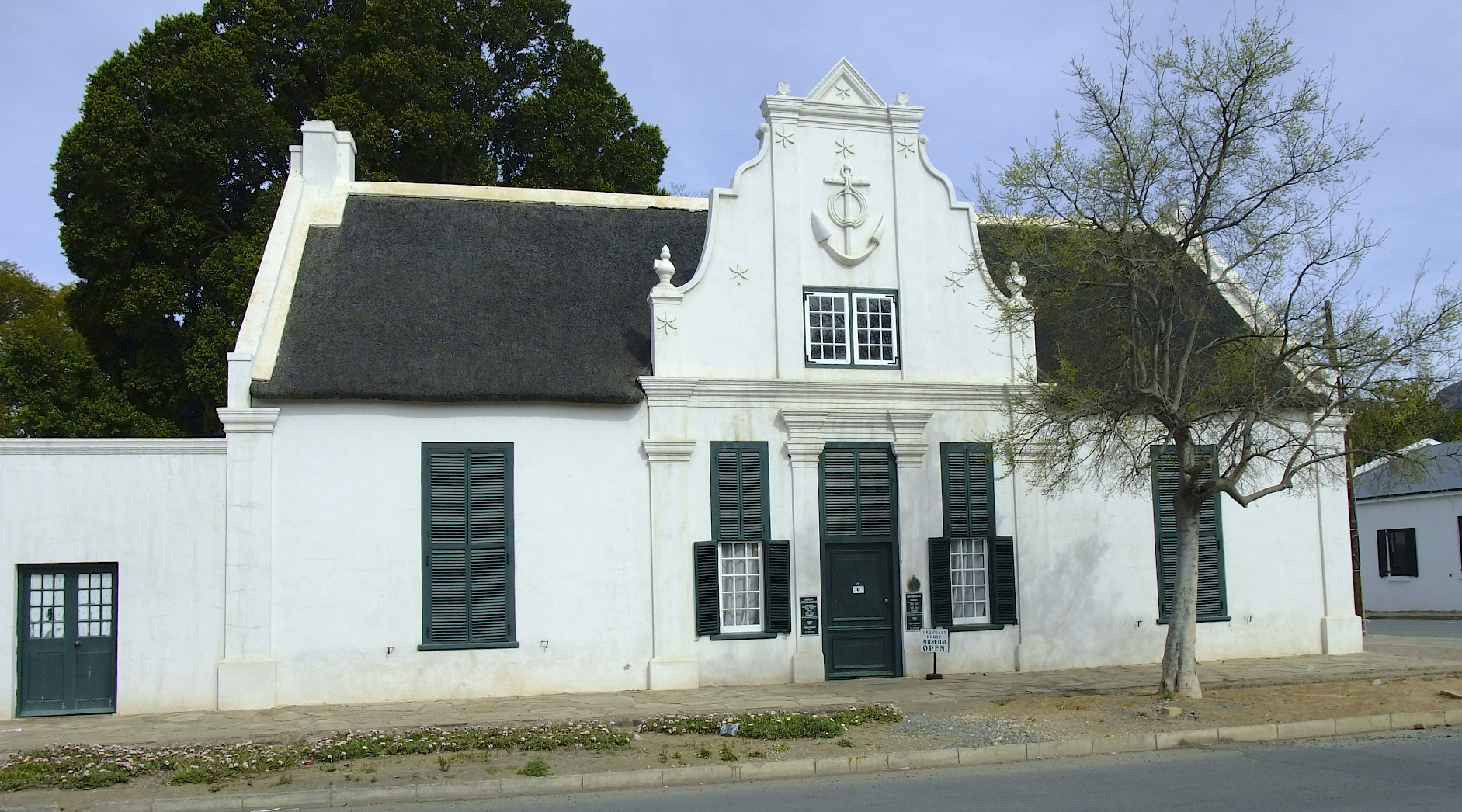
Urquhart House

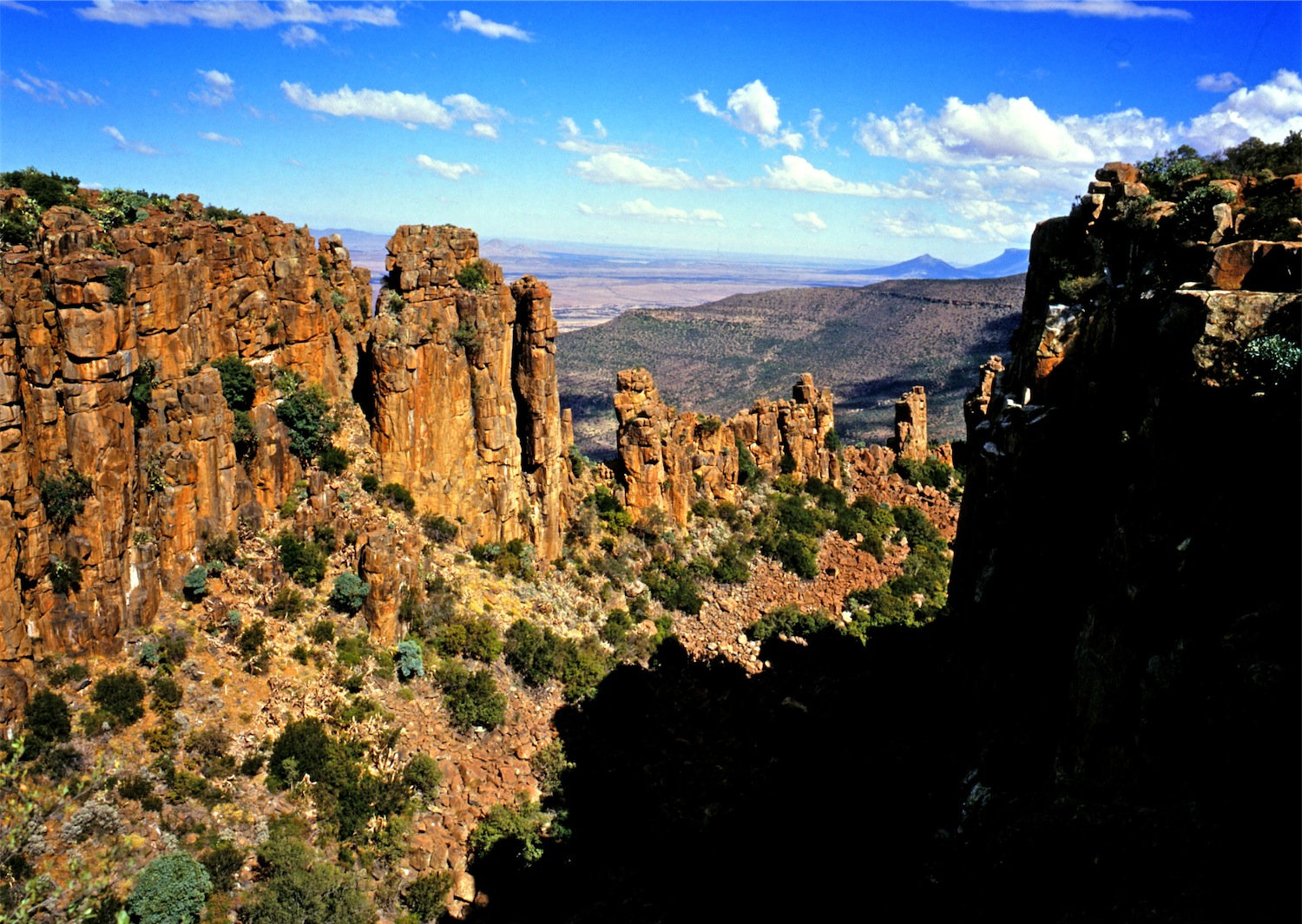
la vallée de la désolation

Graaff-Reinet compte environ deux cents monuments historiques. Parmi ceux-ci, on peut citer : 
- le Drostdy (1804), siège historique du bourgmestre,
- la Reinet house (achevée en 1812 et restaurée en 1947) est un ancien presbytère, résidence du révérend Andrew Murray et de Charles Murray pendant plus de 80 ans. Elle est le musée d'histoire culturelle depuis 1956.
- la Old Residency, ancienne résidence du juge et annexe de Reinet House, proposant une collection d'armes à feu mais aussi des instruments de musique et un historique sur la construction du Van Rhynevelds Pass Dam,
- la Urquhart House, ancienne résidence de Herbert Urquhart, maire de Graaff-Reinet, aménagée de meubles d'époque victorienne,
- la Grote Kerke (1887), de style néo-gothique, c'est un emblème de la ville,
- le Hester Rupert Art Museum, présentant une collection d'artistes sud-africains contemporains dans un vieil édifice de style hollandais du Cap,
- le Military History Museum, consacré à l'histoire militaire de Graaff-Reinet depuis 1800,
- le John Rupert Theatre Society,
- l'hôtel de ville (1910),
- le world war I memorial, érigé devant l'hôtel de ville de Graaff-Reinet à partir d'une souscription publique,
- le Anglo-Boer War Memorial (1908), monument en marbre italien situé au coin de Donkin et Somerset Street, érigé en hommage à « ceux tombés pour la liberté et la justice » durant la seconde guerre des Boers,
- le monument dédié à Andries Pretorius. Réalisé par Coert Steynberg et inauguré le 27 novembre 1943 par Gustav Preller, il rend également hommage aux bœufs afrikaners qui tiraient les chariots. L'inscription "Eenmaal sal daar wel 'n wiel oor ons wereld rol wat vir u en vir my onkeerbaar is" figurant sur le monument est extrait d'un échange de Pretorius avec Harry Smith en 1848 signifiant un jour, la roue tournera dans notre monde et ni vous ni moi ne pourront l'arrêter. D'abord érigé à 2 km de la ville sur la route de Middelburg qui fut celle des Voortrekkers allant vers le nord, le monument a été déplacé et est situé depuis novembre 2012 à l'entrée du parc national de Camdeboo.
- le Krugersdorp monument (1986), sur Church Street, est un cadeau de la mairie de Krugersdorp à celle de Graaff-Reinet à l'occasion du bicentenaire de la ville. La ferme Paardekraal, sur les terres desquelles fut fondée Krugersdorp en 1887, avait autrefois été la propriété de Andries Pretorius,
- le monument aux Huguenots, inauguré en 1988 sur Church Square par le représentant du consulat de France, pour célébrer le tricentenaire de l'arrivée des huguenots français en Afrique du Sud.

Dans les environs, les visiteurs peuvent accéder à la Karoo Nature Reserve et à la Vallée de la Désolation.

## Littérature
- Jacques Nougier - Carnet d'afriques, Ed. l'Harmattan, 160 p. (2006)  (ISBN 2-296-01569-7). Lire : Les autruches de Graaff Reinet.
- Eugène Casalis, Mes Souvenirs, Ed. Société des missions évangéliques de Paris, 345 p.

## Films tournés à Graaff-Reinet
- King Hendrik (1965) de Emil Nofal, avec Gert van den Bergh, Bob Courtney, Arthur Swemmer, Joe Stewardson et Tromp Terre'blanche
- Red Dust  (2004) de Tom Hooper, avec Hilary Swank.

## Personnalités liées à Graaff-Reinet
- Andries Pretorius, né à Graaff-Reinet
- Hendrik Potgieter, né à Graaff-Reinet
- Lourens Jacobus Wepener, né à Graaff-Reinet
- Marthinus Wessel Pretorius, né à Graaff-Reinet
- Gerrit Maritz, né près de Graaff-Reinet
- Jacobus Nicolaas Boshoff
- Thomas François Burgers
- Daniel François Malan
- Robert Sobukwe, né à Graaff-Reinet
- Beyers Naude
- Francis Guthrie
- Harry Bolus
- Thomas Charles John Bain, né à Graaff-Reinet
- James Leonard Brierley Smith, né à Graaff-Reinet
- Pierre Terblanche, né à Graaff-Reinet
- Jano Vermaak, né à Graaff-Reinet
- Andrew Murray, né à Graaff-Reinet
- Dalene Matthee
- Anton Rupert, né à Graaff-Reinet
- Karl Bremer, député de Graaff-Reinet (1924-1925 et1929-1943)
- Sarel Hayward, député de Graaff-Reinet (1969-1984)